# Cryptotis alticola
Cryptotis alticola es una especie de musaraña de la familia soricidae.

## Distribución geográfica
Se encuentra en los altiplanos de más de 2.000 metros en los estados mexicanos de Colima, Hidalgo, Jalisco, Michoacán, México y Puebla, Morelos y México DF.
Localidad tipo: México, volcán Popocatépetl, 3505 m.